# Leu (Dolj)
Leu es una comuna ubicada en el distrito de Dolj, Rumania.

## Superficie
Posee una superficie de 112,9 kilómetros cuadrados.

## Demografía
Hasta 2021 la población era de 4035 habitantes, con una densidad de población de 35,75 habitantes por kilómetro cuadrado.